# Ponikve (Golubac)
Ponikve (em cirílico:Поникве) é uma vila da Sérvia localizada no município de Golubac, pertencente ao distrito de Braničevo, na região de Braničevo. A sua população era de 97 habitantes segundo o censo de 2002.

## Demografia
| 1948 | 1953 | 1961 | 1971 | 1981 | 1991 | 2002 |
| ---- | ---- | ---- | ---- | ---- | ---- | ---- |
| 138  | 132  | 126  | 117  | 112  | 103  | 97   |